# Europese weg 982
De Europese Weg 982 of E982 is een Europese weg in Turkije die loopt van de Middellandse Zee in Mersin naar: de E90 tussen Pozantı en Adana.